# Love Will Set You Free
Love Will Set You Free è un brano musicale interpretato dal cantante britannico Engelbert Humperdinck.

## Il brano
La canzone è stata scritta da Martin Terefe e Sacha Skarbek.
Con questo brano, Engelbert Humperdinck ha partecipato in rappresentanza del Regno Unito all'Eurovision Song Contest 2012 tenutosi a Baku.

## Tracce
Download digitale
1. Love Will Set You Free - 2:58
2. Too Beautiful to Last - 3:11
3. My Way - 3:54